# Genial daneben (Neuauflage)/Episodenliste

Logo von Genial daneben

Diese Episodenliste enthält alle Episoden der deutschen Comedyshow Genial daneben, sortiert nach der deutschen Erstausstrahlung von 2017 bis 2021. Die Fernsehsendung umfasste sieben Staffeln mit 64 Episoden mit einer Länge von jeweils etwa 45 Minuten sowie sieben Specials mit einer durchschnittlichen Länge von 137 Minuten. Es werden nur Episoden und Specials der Neuauflage berücksichtigt.

## Übersicht
| Staffel | Episodenanzahl | Deutschsprachige Erstausstrahlung | Deutschsprachige Erstausstrahlung |
| Staffel | Episodenanzahl | Staffelpremiere                   | Staffelfinale                     |
| ------- | -------------- | --------------------------------- | --------------------------------- |
| 1       | 6              | 10. März 2017                     | 21. Apr. 2017                     |
| 2       | 9              | 8. Sep. 2017                      | 3. Nov. 2017                      |
| 3       | 10             | 26. Jan. 2018                     | 13. Juli 2018                     |
| 4       | 11             | 13. Juli 2018                     | 23. Nov. 2018                     |
| 5       | 12             | 7. Juni 2019                      | 15. März 2020                     |
| 6       | 8              | 5. Juni 2020                      | 24. Juli 2020                     |
| 7       | 8              | 7. Mai 2021                       | 16. Juli 2021                     |

## Staffel 1
Die Erstausstrahlung der ersten Staffel war vom 10. März bis zum 21. April 2017 auf dem deutschen Sender Sat.1 zu sehen.
| Nr. (ges.) | Nr. (St.) | Gäste                                           | Premiere D    | Zuschauer |
| ---------- | --------- | ----------------------------------------------- | ------------- | --------- |
| 1          | 1         | Luke Mockridge, Ralf Schmitz, Kaya Yanar        | 10. März 2017 | 2,58 Mio. |
| 2          | 2         | Ingo Appelt, Ruth Moschner, Ralf Schmitz        | 17. März 2017 | 2,19 Mio. |
| 3          | 3         | Ralf Schmitz, Kaya Yanar, Luke Mockridge        | 24. März 2017 | 2,62 Mio. |
| 4          | 4         | Max Giermann, Chris Tall, Martin Rütter         | 31. März 2017 | 2,22 Mio. |
| 5          | 5         | Martin Rütter, Gaby Köster, Chris Tall          | 7. Apr. 2017  | 2,02 Mio. |
| 6          | 6         | Antoine Monot, Jr., Ralf Schmitz, Ruth Moschner | 21. Apr. 2017 | 1,90 Mio. |

## Staffel 2
Die Erstausstrahlung der zweiten Staffel war vom 8. September bis zum 3. November 2017 auf dem deutschen Sender Sat.1 zu sehen.
| Nr. (ges.) | Nr. (St.) | Gäste                                              | Premiere D    | Zuschauer |
| ---------- | --------- | -------------------------------------------------- | ------------- | --------- |
| 7          | 1         | Chris Tall, Jürgen von der Lippe, Bastian Pastewka | 8. Sep. 2017  | 1,77 Mio. |
| 8          | 2         | Mike Krüger, Martin Rütter, Dieter Nuhr            | 15. Sep. 2017 | 1,90 Mio. |
| 9          | 3         | Michael Kessler, Kaya Yanar, Torsten Sträter       | 22. Sep. 2017 | 1,83 Mio. |
| 10         | 4         | Luke Mockridge, Lisa Feller, Ingolf Lück           | 29. Sep. 2017 | 1,94 Mio. |
| 11         | 5         | Max Giermann, Faisal Kawusi, Martin Rütter         | 6. Okt. 2017  | 1,95 Mio. |
| 12         | 6         | Jürgen von der Lippe, Bastian Pastewka, Chris Tall | 13. Okt. 2017 | 2,04 Mio. |
| 13         | 7         | Martin Rütter, Mike Krüger, Dieter Nuhr            | 20. Okt. 2017 | 1,53 Mio. |
| 14         | 8         | Faisal Kawusi, Martin Rütter, Max Giermann         | 27. Okt. 2017 | 1,74 Mio. |
| 15         | 9         | Sonja Zietlow, Luke Mockridge, Ingmar Stadelmann   | 3. Nov. 2017  | 1,77 Mio. |

## Staffel 3
Die Erstausstrahlung der ersten neun Folgen der dritten Staffel erfolgte vom 26. Januar bis zum 23. März 2018 auf dem deutschen Sender Sat.1. Die zehnte Folge wurde am 13. Juli 2018 ausgestrahlt.
| Nr. (ges.) | Nr. (St.) | Gäste                                           | Premiere D    | Zuschauer |
| ---------- | --------- | ----------------------------------------------- | ------------- | --------- |
| 16         | 1         | Max Giermann, Bastian Pastewka, Horst Lichter   | 26. Jan. 2018 | 1,51 Mio. |
| 17         | 2         | Torsten Sträter, Michael Kessler und Mirja Boes | 2. Feb. 2018  | 1,61 Mio. |
| 18         | 3         | Olli Dittrich, Chris Tall, Linda Zervakis       | 9. Feb. 2018  | 1,39 Mio. |
| 19         | 4         | Michael Kessler, Kaya Yanar, Ruth Moschner      | 16. Feb. 2018 | 2,10 Mio. |
| 20         | 5         | Dieter Nuhr, Kaya Yanar, Chris Tall             | 23. Feb. 2018 | 2,06 Mio. |
| 21         | 6         | Horst Lichter, Bastian Pastewka, Guido Cantz    | 2. März 2018  | 2,00 Mio. |
| 22         | 7         | Lisa Feller, Dieter Nuhr, Martin Rütter         | 9. März 2018  | 1,92 Mio. |
| 23         | 8         | Max Giermann, Guido Cantz, Oliver Pocher        | 16. März 2018 | 1,72 Mio. |
| 24         | 9         | Chris Tall, Mirja Boes, Torsten Sträter         | 23. März 2018 | 1,51 Mio. |
| 25         | 10        | Michael Kessler, Ingmar Stadelmann, Guido Cantz | 13. Juli 2018 | 2,24 Mio. |

## Staffel 4
Die Erstausstrahlung der vierten Staffel startete am 13. Juli 2018 auf dem deutschen Sender Sat.1. Am 14. September 2018 wurde die Ausstrahlung der Staffel fortgesetzt.

| Nr. (ges.) | Nr. (St.) | Gäste                                                   | Premiere D    | Zuschauer |
| ---------- | --------- | ------------------------------------------------------- | ------------- | --------- |
| 26         | 1         | Bastian Pastewka, Carolin Kebekus, Chris Tall           | 13. Juli 2018 | 2,04 Mio. |
| 27         | 2         | Bastian Pastewka, Pierre M. Krause, Carolin Kebekus     | 14. Sep. 2018 | 1,51 Mio. |
| 28         | 3         | Simon Pearce, Chris Tall, Torsten Sträter               | 21. Sep. 2018 | 1,40 Mio. |
| 29         | 4         | Panagiota Petridou, Eckart von Hirschhausen, Kaya Yanar | 28. Sep. 2018 | 1,44 Mio. |
| 30         | 5         | Michael Kessler, Martin Rütter, Katrin Bauerfeind       | 5. Okt. 2018  | 1,45 Mio. |
| 31         | 6         | Janine Kunze, Martin Rütter, Oliver Pocher              | 12. Okt. 2018 | 1,17 Mio. |
| 32         | 7         | Matze Knop, Chris Tall, Michael Kessler                 | 19. Okt. 2018 | 1,41 Mio. |
| 33         | 8         | Max Giermann, Mike Krüger, Ingo Appelt                  | 2. Nov. 2018  | 1,33 Mio. |
| 34         | 9         | Michael Kessler, Kaya Yanar, Eckart von Hirschhausen    | 9. Nov. 2018  | 1,63 Mio. |
| 35         | 10        | Chris Tall, Detlef Steves, Torsten Sträter              | 16. Nov. 2018 | 1,43 Mio. |
| 36         | 11        | Ingmar Stadelmann, Martin Rütter, Katrin Bauerfeind     | 23. Nov. 2018 | 1,38 Mio. |

## Staffel 5
Die Erstausstrahlung der fünften Staffel startete am 7. Juni 2019 auf dem deutschen Sender Sat.1.

| Nr. (ges.) | Nr. (St.) | Gäste                                              | Premiere D    | Zuschauer |
| ---------- | --------- | -------------------------------------------------- | ------------- | --------- |
| 37         | 1         | Chris Tall, Bastian Pastewka, Martin Rütter        | 7. Juni 2019  | 0,93 Mio. |
| 38         | 2         | Carolin Kebekus, Mike Krüger, Bastian Bielendorfer | 14. Juni 2019 | 0,85 Mio. |
| 39         | 3         | Torsten Sträter, Michael Kessler, Horst Lichter    | 21. Juni 2019 | 0,99 Mio. |
| 40         | 4         | Bastian Pastewka, Guido Cantz, Ingolf Lück         | 28. Juni 2019 | 0,63 Mio. |
| 41         | 5         | Özcan Coşar, Carolin Kebekus, Mike Krüger          | 5. Juli 2019  | 1,28 Mio. |
| 42         | 6         | Chris Tall, Guido Cantz, Pierre M. Krause          | 12. Juli 2019 | 1,21 Mio. |
| 43         | 7         | Lisa Feller, Martin Rütter, Ingo Appelt            | 19. Juli 2019 | 1,26 Mio. |
| 44         | 8         | Torsten Sträter, Horst Lichter, Kaya Yanar         | 26. Juli 2019 | 0,99 Mio. |
| 45         | 9         | Bastian Pastewka, Chris Tall, Martin Klempnow      | 2. Aug. 2019  | 1,21 Mio. |
| 46         | 10        | Margie Kinsky, Oliver Pocher, Carolin Kebekus      | 1. März 2020  | 0,87 Mio. |
| 47         | 11        | Michael Kessler, Kaya Yanar, Bülent Ceylan         | 8. März 2020  | 1,09 Mio. |
| 48         | 12        | Bastian Pastewka, Martin Rütter, Lisa Feller       | 15. März 2020 | 0,89 Mio. |

## Staffel 6
Die Erstausstrahlung der sechsten Staffel startete am 5. Juni 2020 auf dem deutschen Sender Sat.1.

| Nr. (ges.) | Nr. (St.) | Gäste                                             | Premiere D    | Zuschauer |
| ---------- | --------- | ------------------------------------------------- | ------------- | --------- |
| 49         | 1         | Torsten Sträter, Simon Pearce, Horst Lichter      | 5. Juni 2020  | 1,02 Mio. |
| 50         | 2         | Bastian Pastewka, Olli Dittrich, Guido Cantz      | 12. Juni 2020 | 0,80 Mio. |
| 51         | 3         | Oliver Pocher, Michael Kessler, Lisa Feller       | 19. Juni 2020 | 0,91 Mio. |
| 52         | 4         | Chris Tall, Markus Krebs, Olli Dittrich           | 26. Juni 2020 | 0,96 Mio. |
| 53         | 5         | Nicole Jäger, Mike Krüger, Guido Cantz            | 3. Juli 2020  | 0,91 Mio. |
| 54         | 6         | Bastian Pastewka, Chris Tall, Jeannine Michaelsen | 10. Juli 2020 | 0,94 Mio. |
| 55         | 7         | Torsten Sträter, Kaya Yanar, Oliver Pocher        | 17. Juli 2020 | 1,03 Mio. |
| 56         | 8         | Mike Krüger, Pierre M. Krause, Laura Karasek      | 24. Juli 2020 | 0,76 Mio. |

## Staffel 7
Die Ausstrahlung der siebten Staffel startete am 7. Mai 2021 auf dem deutschen Sender Sat.1.

| Nr. (ges.) | Nr. (St.) | Gäste                                               | Premiere D    | Zuschauer |
| ---------- | --------- | --------------------------------------------------- | ------------- | --------- |
| 57         | 1         | Torsten Sträter, Paul Panzer, Özcan Coşar           | 7. Mai 2021   | 1,02 Mio. |
| 58         | 2         | Helene Bockhorst, Ralf Schmitz, Olli Dittrich       | 14. Mai 2021  | 1,02 Mio. |
| 59         | 3         | Die Echse, Jürgen von der Lippe, Guido Cantz        | 21. Mai 2021  | 1,06 Mio. |
| 60         | 4         | Torsten Sträter, Sonja Zietlow, Dieter Nuhr         | 28. Mai 2021  | 0,87 Mio. |
| 61         | 5         | Max Giermann, Olli Dittrich, Thomas Hermanns        | 4. Juni 2021  | 0,69 Mio. |
| 62         | 6         | Pierre M. Krause, Lisa Feller, Jürgen von der Lippe | 25. Juni 2021 | 0,59 Mio. |
| 63         | 7         | Guido Cantz, Till Reiners, Ralf Schmitz             | 9. Juli 2021  | 0,56 Mio. |
| 64         | 8         | Dieter Nuhr, Sonja Zietlow, Paul Panzer             | 16. Juli 2021 | –         |

## Specials
| Nr. | Titel                                      | Gäste | Erstausstrahlung | Quoten    |
| --- | ------------------------------------------ | --- | ---------------- | --------- |
| 1   | Genial daneben – Die Weihnachtsshow (2017) | Chris Tall, Guido Cantz, Bastian Pastewka, Mario Barth, Max Giermann, Sascha Grammel, Paul Panzer, René Marik, Kaya Yanar, Konrad Stöckel, Lisa Feller                                                                             | 15. Dez. 2017    | 2,51 Mio. |
| 2   | Genial daneben – Die Ostershow (2018)      | Bülent Ceylan, Michael Mittermeier, Chris Tall, Ingo Appelt, Atze Schröder, Michael Kessler, Torsten Sträter, Mike Krüger, Faisal Kawusi, Ilka Bessin, Sasha, Klubbb3.                                                             | 30. März 2018    | 2,90 Mio. |
| 3   | Genial daneben – Die Schlagershow          | Klubbb3, Michael Kessler, Bülent Ceylan, Beatrice Egli, Janine Kunze, DJ Ötzi, Ingo Appelt, Martin Rütter, Guildo Horn, Mike Krüger, Ingolf Lück, Voxxclub, Simon Pearce                                                           | 7. Sep. 2018     | 1,22 Mio. |
| 4   | Genial daneben – Die Weihnachtsshow (2018) | Carolin Kebekus, Lisa Feller, Kaya Yanar, Chris Tall, Mike Krüger, Michael Mittermeier, Max Giermann, Michael Kessler, Martin Rütter, Ehrlich Brothers, Atze Schröder Angelo Kelly                                                 | 30. Nov. 2018    | 1,76 Mio. |
| 5   | Genial daneben – Die Ostershow (2019)      | Horst Lichter, Chris Tall, Mario Barth, Kaya Yanar, Simon Pearce, Mike Krüger, Bastian Bielendorfer, Markus Krebs, Stefan Mross, Nico Santos                                                                                       | 19. Apr. 2019    | 1,66 Mio. |
| 6   | Genial daneben – Die Weihnachtsshow (2019) | Mike Krüger, Thomas Gottschalk, Chris Tall, Kaya Yanar, Guido Cantz, Jeannine Michaelsen, Dieter Nuhr, Horst Lichter, Thorsten Bär, Torsten Sträter, Ilka Bessin                                                                   | 4. Dez. 2019     | 1,64 Mio. |
| 7   | Senil daneben – Happy Birthday Hugo        | Bernhard Hoëcker, Ralf Schmitz, Mario Barth, Jochen Busse, Stefan Jürgens, Esther Schweins, Mike Krüger, Max Giermann, Ruth Moschner, Torsten Sträter, Bastian Pastewka, Tanja Schumann, Olli Dittrich, Michael Kessler, Karl Dall | 3. Apr. 2020     | 1,83 Mio. |